# Chef de brigade

Epoleta a kontraepoleta nositele hodnosti chef de brigade v letech 1793-1803.

Chef de brigade (česky velitel brigády) byla vojenská hodnost Francouzské armády odpovídající hodnosti plukovníka (colonel) v době Velké francouzské revoluce.
Byla vytvořena ve stejné době, roku 1793, jako půlbrigáda, jednotka které velel, jež nahradila pluk (régiment). Obě pojmenování zmizela těsně před vyhlášením císařství, v roce 1803, kdy byla oživena předtím užívaná označení.